# ایستگاه متروی بهارستان
ایستگاه متروی بهارستان، یکی از ایستگاه‌های متروی تهران است که در میدان بهارستان در نزدیکی ساختمان مجلس شورای اسلامی تهران واقع شده‌است. این ایستگاه در خط دو مترو تهران قرار دارد.

## نگارخانه

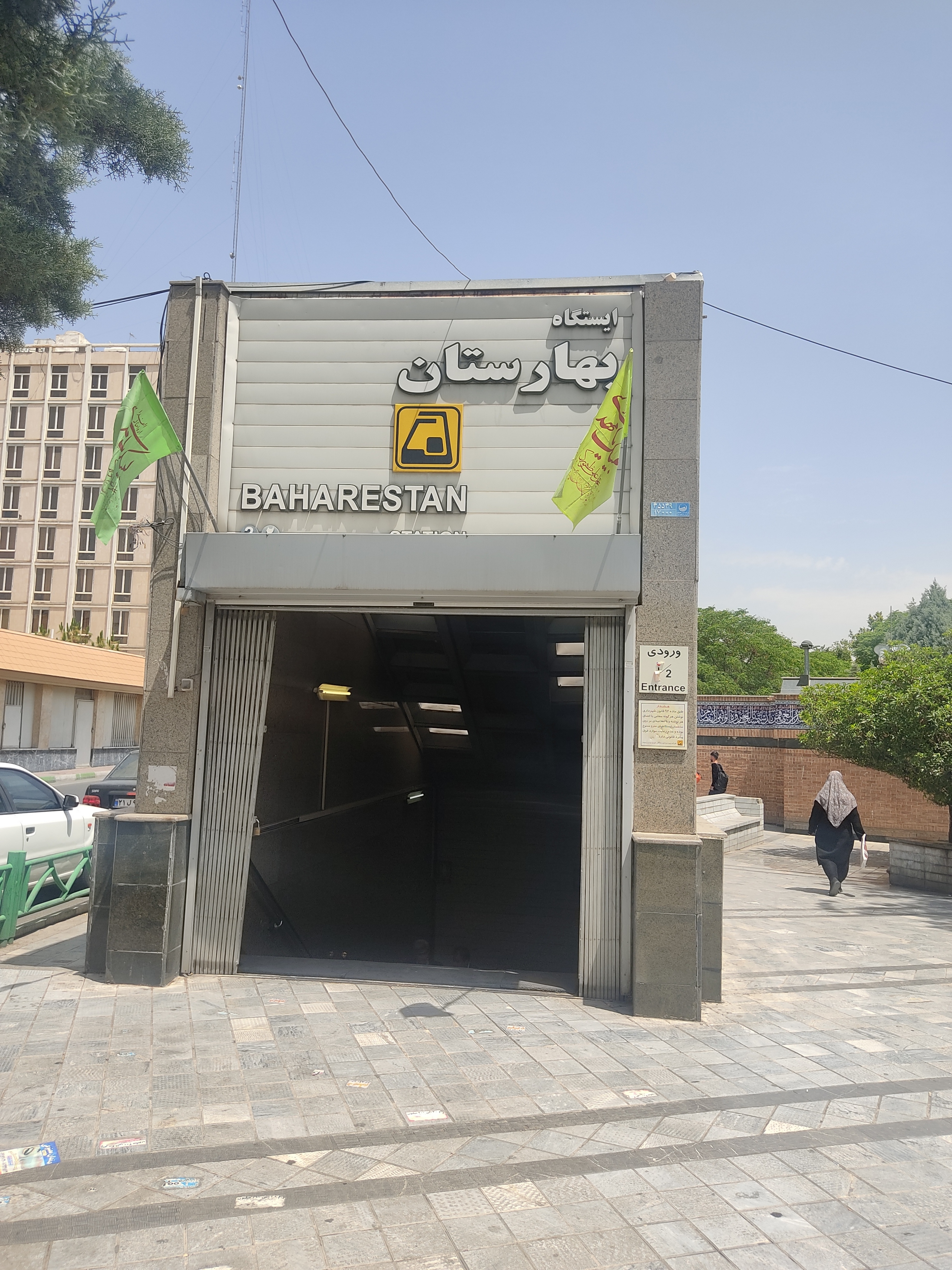
ورودی دوم ایستگاه
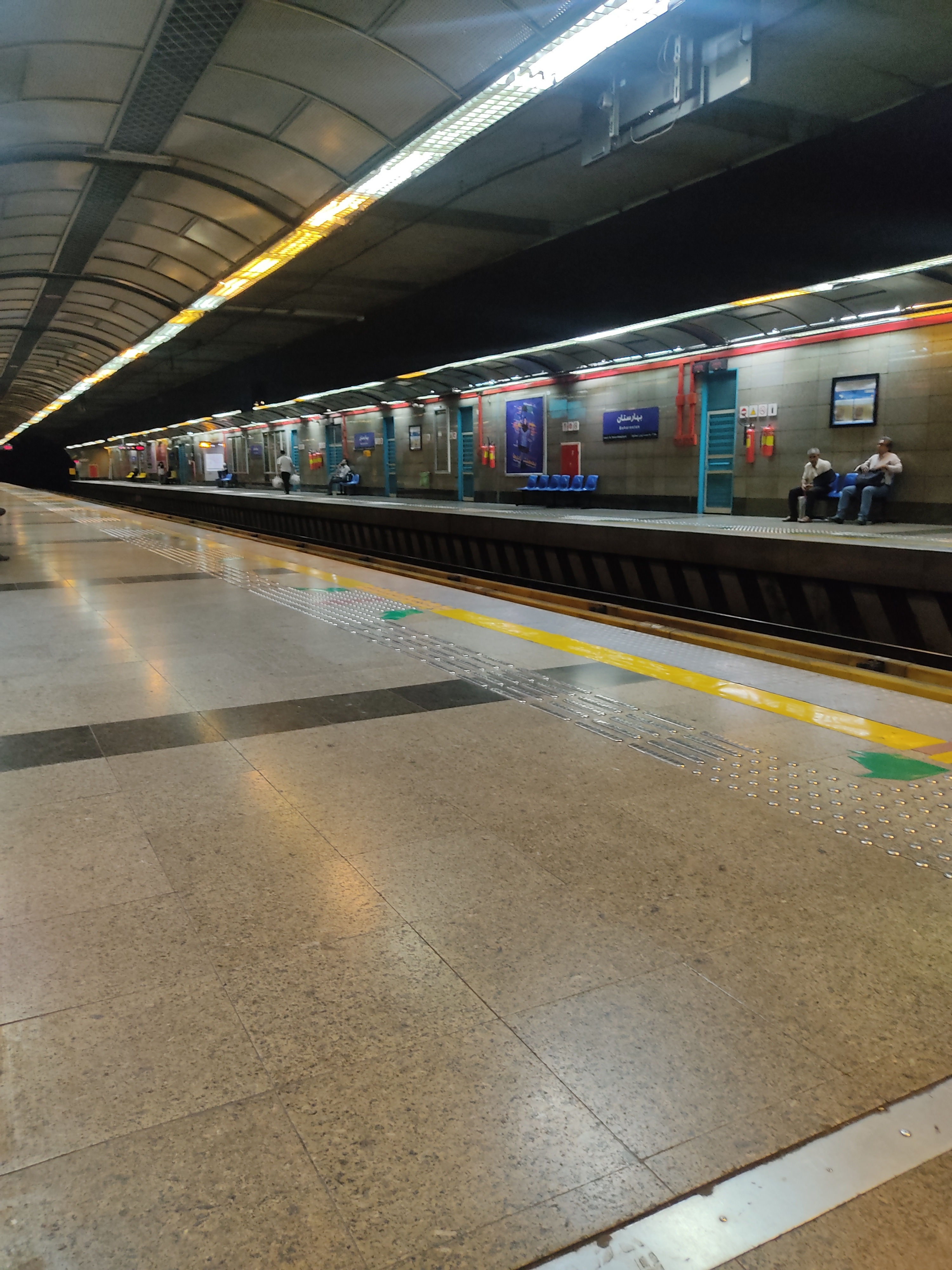
سکو ایستگاه